# Лушники (Полтавская область)
Лушники (укр. Лушники) — село,
Калайдинцевский сельский совет,
Лубенский район,
Полтавская область,
Украина.
Код КОАТУУ — 5322883203. Население по переписи 2001 года составляло 95 человек.

## Географическое положение
Село Лушники находится на правом берегу реки Удай,
выше по течению на расстоянии в 0,5 км расположено село Халепцы,
ниже по течению на расстоянии в 3 км расположено село Хитцы,
на противоположном берегу — село Лесовая Слободка (Чернухинский район).
Река в этом месте извилистая, образует лиманы, старицы и заболоченные озёра.
Рядом проходит автомобильная дорога Т-1714.